# Mitalee Jagtap Varadkar
Mitalee Jagtap Varadkar est une actrice du cinéma indien, plus particulièrement de l'industrie cinématographique marathi.
Elle est connue pour son rôle dans le film Baboo Band Baaja (en) (2010), qui lui vaut le National Film Award de la meilleure actrice lors de la 58e édition des National Film Awards (en),. Le jury lui remet ce prix pour avoir interprété avec finesse le rôle d'une mère qui s'efforce d'offrir à son fils un avenir meilleur que celui que les circonstances lui ont refusé 
. Elle a partagé ce titre avec Saranya Ponvannan pour le rôle de cette dernière dans le film tamoul Thenmerku Paruvakaatru (en).
Varadkar a une formation de danseuse classique et a fait du théâtre expérimental à Aurangabad, Maharashtra, avant de se lancer dans sa carrière cinématographique

## Filmographie
- Raju
- Aag
- Vitthal Vitthal
- Baboo Band Baaja (en) (2010)
- Asava Sunder Swapnancha Bangla
- Kkusum (en) : Sharmila (2001) (série télévisée)